# Coupe d'Afrique des nations de football 2019
Navigation
Gabon 2017 Cameroun 2021
La Coupe d'Afrique des nations de football Total 2019 est la 32e édition de la Coupe d'Afrique des nations, qui se déroule en Égypte du 21 juin au 19 juillet 2019. Elle est la première organisée regroupant 24 équipes participantes et à avoir lieu en milieu d'année.
La phase de qualification se tient entre mars 2017 et mars 2019. Initialement, le tournoi était prévu au Cameroun, mais la Confédération africaine de football a décidé de lui retirer l'organisation le 30 novembre 2018, en raison des retards dans les travaux et de l'insécurité dans plusieurs régions.
Le pays vainqueur de la Coupe d'Afrique des nations de football 2019 (CAN 2019) est l'Algérie.

## Préparation de l'événement

### Nouveau format de la compétition
Lors du symposium de la CAF à Rabat en 2017, la CAF a décidé (décret du 20 juillet) de faire passer le nombre d'équipes en phase finale de seize à vingt-quatre.
Cette augmentation du nombre de participants entraîne une augmentation du nombre de rencontres à 52 (contre 32 en 2017), de la durée de la compétition et du nombre de stades qui passe de quatre à six.
La formule choisie pour la phase de groupe est analogue à l'Euro 2016 : six groupes de quatre équipes, les deux premières qualifiées pour les huitièmes de finale, ainsi que les quatre meilleurs troisièmes.

### Désignation du pays hôte

#### Désignation du Cameroun
En 2014, la CAF publie une liste de six pays candidats pour l'organisation des CAN 2019 et 2021 : l'Algérie, le Cameroun, la Côte d'Ivoire, la Guinée, la RD Congo et la Zambie.
En août 2014, la république démocratique du Congo s'est retirée de la course.
En septembre 2014, lors de la session ordinaire du comité exécutif de la CAF, le vote a été effectué et le Cameroun a obtenu l'organisation de la CAN 2019, la Côte d'Ivoire celle de 2021, la Guinée celle de 2023. L'Algérie et la Zambie étaient donc les malheureux perdants.

#### Difficultés camerounaises et retrait de l'organisation
En 2017, à l'issue du symposium de Rabat sur le football africain, la CAF a décidé de porter à 24 le nombre de participants et de déplacer la compétition en été. Le nouveau cahier des charges prévoit l'utilisation de six stades pour la compétition, deux stades d’au moins 15 000 places, deux stades d’au moins 20 000 places et deux stades d’au moins 40 000 places afin d'accueillir le match d’ouverture et la finale.
Six stades sont donc prévus pour recevoir la compétition. Le Limbe Omnisports Stadium dans le Sud-Ouest est terminé depuis 2014, le Stade Omnisports de Bafoussam à l'ouest est livré en novembre 2016. Les travaux du stade de Douala, 50 000 places, et ceux du Stade d'Olembé, 60 000 places (Stade Paul Biya) ont débuté en mars 2015 et doivent s'achever au plus tard en 2018. Deux stades sont rénovés pour la compétition, le stade Ahmadou Ahidjo de Yaoundé et le Stade Roumdé Adjia de Garoua qui doit compter 40 000 places.
| Région    | Ville     | Nom du stade                  | Capacité | État                 | Constructeur /Rénovateur | Localisation                | Groupe |
| --------- | --------- | ----------------------------- | -------- | -------------------- | ------------------------ | --------------------------- | ------ |
| Littoral  | Douala    | Stade de Japoma               | 50 000   | Nouveau stade (2019) | Yenigün (Turquie)        | 4° 00′ 19″ N, 9° 49′ 30″ E  | B      |
| Centre    | Yaoundé   | Stade d’Olembé                | 60 000   | Nouveau stade (2019) | Gruppo Piccini (Italie)  | 3° 57′ 03″ N, 11° 32′ 26″ E | A      |
| Sud-Ouest | Limbé     | Stade de Limbé                | 20 000   | Nouveau stade (2014) | Chec (Chine)             | 4° 01′ 35″ N, 9° 09′ 38″ E  | E      |
| Ouest     | Bafoussam | Stade Omnisports de Bafoussam | 20 000   | Nouveau stade (2016) |                          | 5° 28′ 41″ N, 10° 32′ 49″ E | D      |
| Nord      | Garoua    | Stade Roumdé Adjia            | 25 000   | Stade rénové (1978)  | Mota Engil               | 9° 19′ 34″ N, 13° 23′ 57″ E | F      |
| Centre    | Yaoundé   | Stade Ahmadou Ahidjo          | 40 000   | Stade rénové (1972)  | Arab Contractor (Égypte) | 3° 53′ 08″ N, 11° 32′ 26″ E | C      |

La CAF exprime publiquement ses doutes sur la capacité du Cameroun à tenir les délais dès le mois d'août 2017. Son président Ahmad Ahmad déclare ainsi que « Même à quatre équipes le Cameroun n'est pas prêt ». Dans les mois qui suivent, le retrait de l'organisation au Cameroun est régulièrement évoqué par les observateurs, la CAF multiplie les visites d'inspection mais refuse de prendre une décision avant l'élection présidentielle, afin de ne pas perturber la campagne.
Dans le même temps, le conflit dans les régions anglophones s'enlise et remet en cause la sécurité de l'événement.
La CAF décide finalement le 30 novembre 2018 de retirer l'organisation au Cameroun en raison de retards dans les travaux de réalisation des infrastructures.

#### Désignation de l'Égypte
Après le retrait de l'organisation de la compétition au Cameroun, un nouvel appel à candidatures est lancé jusqu'au 14 décembre 2018.
Pour les médias, le Maroc fait office de favori. En effet, il dispose déjà des infrastructures nécessaires puisqu'il devait accueillir la CAN 2015, avant de se désister à quelques semaines de l'événement en raison de l'épidémie d'Ebola. Par ailleurs, il vient de présenter une candidature pour l'organisation de la coupe du monde 2026. Cependant, deux jours avant la fin du dépôt des candidatures, Rachid Talbi Alami, ministre marocain des sports, annonce que son pays ne candidatera pas. Les raisons avancées sont le fait que l'événement n'est pas inscrit au budget 2019, la difficulté d'organiser un tel évenement dans un délai si court et les risques sur l'image du pays en cas d'échec et enfin des raisons diplomatiques vis-à-vis d'un pays ami à qui on vient de retirer l'organisation.
Finalement, deux pays se portent officiellement candidats : l'Égypte et l'Afrique du Sud.
À l'occasion du comité exécutif organisé à Dakar, la CAF annonce le 8 janvier 2019 que l'organisation de la compétition est finalement attribuée à l'Égypte qui a recueilli la majorité avec seize voix contre une pour l'Afrique du Sud.

## Villes et stades
La compétition doit se dérouler dans quatre villes : Alexandrie, Le Caire, Ismaïlia et Suez. Trois stades sont retenus au Caire.
| [[Fichier:Egypt_location_map.svg\|380px\|{{#if:\|{{{alt}}}\|Coupe d'Afrique des nations de football 2019 est dans la page Égypte.]]Le Caire Alexandrie Ismaïlia Suez | Le Caire                                      | Le Caire                          | Le Caire                        |
| [[Fichier:Egypt_location_map.svg\|380px\|{{#if:\|{{{alt}}}\|Coupe d'Afrique des nations de football 2019 est dans la page Égypte.]]Le Caire Alexandrie Ismaïlia Suez | Stade international du Caire Capacité: 74 000 | Stade du 30 Juin Capacité: 30 000 | Stade Al Salam Capacité: 28 500 |
| [[Fichier:Egypt_location_map.svg\|380px\|{{#if:\|{{{alt}}}\|Coupe d'Afrique des nations de football 2019 est dans la page Égypte.]]Le Caire Alexandrie Ismaïlia Suez |                                               |                                   |                                 |
| [[Fichier:Egypt_location_map.svg\|380px\|{{#if:\|{{{alt}}}\|Coupe d'Afrique des nations de football 2019 est dans la page Égypte.]]Le Caire Alexandrie Ismaïlia Suez | Alexandrie                                    | Ismaïlia                          | Suez                            |
| [[Fichier:Egypt_location_map.svg\|380px\|{{#if:\|{{{alt}}}\|Coupe d'Afrique des nations de football 2019 est dans la page Égypte.]]Le Caire Alexandrie Ismaïlia Suez | Stade d'Alexandrie Capacité: 20 000           | Stade d'Ismaïlia Capacité: 18 525 | Stade de Suez Capacité: 25 000  |
| [[Fichier:Egypt_location_map.svg\|380px\|{{#if:\|{{{alt}}}\|Coupe d'Afrique des nations de football 2019 est dans la page Égypte.]]Le Caire Alexandrie Ismaïlia Suez |                                               |                                   |                                 |

## Acteurs de la compétition

### Arbitres
Une présélection de 27 arbitres centraux et 29 assistants est annoncée le 16 avril. Ils participent à un stage de préparation au Maroc. Une nouvelle liste de 26 arbitres centraux et 30 assistants est dévoilée le 6 juin. Elle est complétée quelques jours avant la compétition par le gabonais Eric Otogo-Castane.

#### Arbitres centraux
| - Victor Gomes - Mustapha Ghorbal - Helder Martins Rodrigues de Carvalho - Joshua Bondo - Pacifique Ndabihawenimana - Sidi Alioum - Amin Omar - Ibrahim Nour El Din - Bamlak Tessema Weyesa | - Eric Otogo-Castane - Bakary Gassama - Peter Waweru - Andofetra Rakotojaona - Mahamadou Keita - Noureddine El Jaafari - Redouane Jiyed - Ahmad Imetehaz Heeralall - Beida Dahane | - Jean-Jacques Ndala Ngambo - Louis Hakizimana - Maguette Ndiaye - Issa Sy - Bernard Camille - Sadok Selmi - Youssef Essrayri - Guirat Hythem - Janny Sikazwe |

#### Arbitres assistants
| - Zakhele Thusi Siwela - Mokrane Gourari - Abdelhak Etchiali - Jerson Emiliano Dos Santos - Seydou Tiama - Nguegoue Elvis Guy Noupue - Evarist Menkouande - Soulaimane Almadine - Tahssen Abo El Sadat - Abouelregal Mahmoud | - Ahmed Hossam Taha - Tesfagiorghis Berhe - Samuel Temesgin - Sidibe Sidiki - Gilbert Cheruiyot - Souru Phatsoane - Attia Amsaaed - Lionel Andrianantenaiana - Azgaou Lahcen - Mustapha Akarkad | - Arsenio Maringule - Mahamadou Yahaya - Mark Ssonko - Oliver Safari - El Hadji Malick Samba - Mohammed Ibrahim - Waleed Ahmed Ali - Issa Yaya - Yamen Mellouchi - Anouar Hmila |

### Équipes qualifiées

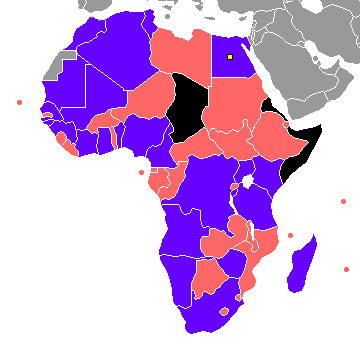
Qualifié
Eliminé
Forfait ou suspendu
Non affilié à la CAF

| Équipe         | Position                  | Date de qualification | Participation | Meilleur résultat                                    |
| -------------- | ------------------------- | --------------------- | ------------- | ---------------------------------------------------- |
| Égypte         | 2e du groupe J, pays hôte | 16 octobre 2018       | 24e           | Vainqueur (1957, 1959, 1986, 1998, 2006, 2008, 2010) |
| Tunisie        | 1er du groupe J           | 16 octobre 2018       | 19e           | Vainqueur (2004)                                     |
| Madagascar     | 2e du groupe A            | 16 octobre 2018       | 1re           | Première participation                               |
| Sénégal        | 1er du groupe A           | 16 octobre 2018       | 15e           | Finaliste (2002)                                     |
| Maroc          | 1er du groupe B           | 16 novembre 2018      | 17e           | Vainqueur (1976)                                     |
| Mali           | 1er du groupe C           | 17 novembre 2018      | 11e           | Finaliste (1972)                                     |
| Ouganda        | 1er du groupe L           | 17 novembre 2018      | 7e            | Finaliste (1978)                                     |
| Nigeria        | 1er du groupe E           | 17 novembre 2018      | 18e           | Vainqueur (1980, 1994, 2013)                         |
| Algérie        | 1er du groupe D           | 18 novembre 2018      | 18e           | Vainqueur (1990)                                     |
| Mauritanie     | 2e du groupe I            | 18 novembre 2018      | 1re           | Première participation                               |
| Guinée         | 1er du groupe H           | 18 novembre 2018      | 12e           | Finaliste (1976)                                     |
| Côte d'Ivoire  | 2e du groupe H            | 18 novembre 2018      | 23e           | Vainqueur (1992, 2015)                               |
| Ghana          | 1er du groupe F           | 30 novembre 2018      | 22e           | Vainqueur (1963, 1965, 1978, 1982)                   |
| Kenya          | 2e du groupe F            | 30 novembre 2018      | 6e            | Premier tour (1972, 1988, 1990, 1992, 2004)          |
| Angola         | 1er du groupe I           | 22 mars 2019          | 8e            | Quarts de finale (2008, 2010)                        |
| Burundi        | 2e du groupe C            | 23 mars 2019          | 1re           | Première participation                               |
| Cameroun       | 2e du groupe B            | 23 mars 2019          | 19e           | Vainqueur (1984, 1988, 2000, 2002, 2017)             |
| Guinée-Bissau  | 1er du groupe K           | 23 mars 2019          | 2e            | Premier tour (2017)                                  |
| Namibie        | 2e du groupe K            | 23 mars 2019          | 3e            | Premier tour (1998, 2008)                            |
| Zimbabwe       | 1er du groupe G           | 24 mars 2019          | 4e            | Premier tour (2004, 2006, 2017)                      |
| RD Congo       | 2e du groupe G            | 24 mars 2019          | 19e           | Vainqueur (1968, 1974)                               |
| Bénin          | 2e du groupe D            | 24 mars 2019          | 4e            | Premier tour (2004, 2008, 2010)                      |
| Tanzanie       | 2e du groupe L            | 24 mars 2019          | 2e            | Premier tour (1980)                                  |
| Afrique du Sud | 2e du groupe E            | 24 mars 2019          | 10e           | Vainqueur (1996)                                     |

## Déroulement de la phase finale

### Tirage au sort
Le tirage au sort se déroule le 12 avril 2019 sur le site historique au pied des pyramides, face au sphinx. au Caire. Les vingt-quatre équipes qualifiées sont réparties en quatre chapeaux en fonction de leur classement FIFA au 4 avril 2019. L'Égypte, pays hôte, et le Cameroun, tenant du titre, sont également protégés et placés dans le chapeau 1.
| Chapeau 1                                                                                        | Chapeau 2                                                                      | Chapeau 3                                                                                 | Chapeau 4                                                                                  |
| ------------------------------------------------------------------------------------------------ | ------------------------------------------------------------------------------ | ----------------------------------------------------------------------------------------- | ------------------------------------------------------------------------------------------ |
| Sénégal (23) Tunisie (28) Nigeria (42) Maroc (45) Cameroun (tenant) (54) Égypte (pays hôte) (57) | RD Congo (46) Ghana (49) Mali (65) Côte d'Ivoire (65) Guinée (68) Algérie (70) | Afrique du Sud (73) Ouganda (79) Bénin (91) Mauritanie (103) Madagascar (107) Kenya (108) | Zimbabwe (110) Namibie (113) Guinée-Bissau (118) Angola (122) Tanzanie (131) Burundi (136) |

Le tirage au sort est effectué par d'anciens joueurs : le Marocain Mustapha Hadji, le Sénégalais El-Hadji Diouf, l'Égyptien Ahmed Hassan et l'Ivoirien Yaya Touré.
| Groupe A       | Groupe B         | Groupe C       | Groupe D            | Groupe E         | Groupe F            |
| -------------- | ---------------- | -------------- | ------------------- | ---------------- | ------------------- |
| Égypte (57)    | Nigeria (42)     | Sénégal (23)   | Maroc (45)          | Tunisie (28)     | Cameroun (54)       |
| RD Congo (46)  | Guinée (68)      | Algérie (70)   | Côte d'Ivoire (65)  | Mali (65)        | Ghana (49)          |
| Ouganda (79)   | Madagascar (107) | Kenya (108)    | Afrique du Sud (73) | Mauritanie (103) | Bénin (91)          |
| Zimbabwe (110) | Burundi (136)    | Tanzanie (131) | Namibie (113)       | Angola (122)     | Guinée-Bissau (118) |

### Phase de groupes
Les deux premiers de chaque groupe ainsi que les quatre meilleurs troisièmes se qualifient pour les huitièmes de finale.

#### Groupe A
| Rang | Équipe   | Pts | J | G | N | P | Bp | Bc | Diff |  | Résultats (▼ dom., ► ext.) |     |     |     |     |
| ---- | -------- | --- | - | - | - | - | -- | -- | ---- |  | -------------------------- | --- | --- | --- | --- |
| 1    | Égypte   | 9   | 3 | 3 | 0 | 0 | 5  | 0  | +5   |  | Égypte                     |     | 2-0 | 2-0 | 1-0 |
| 2    | Ouganda  | 4   | 3 | 1 | 1 | 1 | 3  | 3  | 0    |  | Ouganda                    | 0-2 |     | 2-0 | 1-1 |
| 3    | RD Congo | 3   | 3 | 1 | 0 | 2 | 4  | 4  | 0    |  | RD Congo                   | 0-2 | 0-2 |     | 4-0 |
| 4    | Zimbabwe | 1   | 3 | 0 | 1 | 2 | 1  | 6  | -5   |  | Zimbabwe                   | 0-1 | 1-1 | 0-4 |     |

     Équipe qualifiée ou victorieuse; Pts = points; J = joués; G = gagnés; N = nuls; P = perdus;
Bp = buts pour; Bc = buts contre; Diff = différence de buts
1re journée
| 21 juin 2019 | Égypte                  | 1 - 0         | Zimbabwe | Stade international du Caire, Le Caire       |                                              |
| 22h00 CAT    | ( Ashraf) Trezeguet 41e | (1 - 0)       |          | Spectateurs : 73 299 Arbitrage : Sidi Alioum | Spectateurs : 73 299 Arbitrage : Sidi Alioum |
| 22h00 CAT    |                         | 88e Chawapiwa |          | Spectateurs : 73 299 Arbitrage : Sidi Alioum | Spectateurs : 73 299 Arbitrage : Sidi Alioum |

| 22 juin 2019 | RD Congo                   | 0 - 2   | Ouganda                              | Stade international du Caire, Le Caire         |                                                |
| 16h30 CAT    |                            | (0 - 1) | 14e Kuddu ( Miya) · 48e Okwi ( Miya) | Spectateurs : 1 083 Arbitrage : Rédouane Jiyed | Spectateurs : 1 083 Arbitrage : Rédouane Jiyed |
| 16h30 CAT    | Bolasie 45+2e · Bokadi 54e |         | 35e Juuko                            | Spectateurs : 1 083 Arbitrage : Rédouane Jiyed | Spectateurs : 1 083 Arbitrage : Rédouane Jiyed |

2e journée
| 26 juin 2019 | Égypte                                  | 2 - 0   | RD Congo                 | Stade international du Caire, Le Caire        |                                               |
| 22h00 CAT    | Elmohamady 25e · ( Trezeguet) Salah 43e | (2 - 0) |                          | Spectateurs : 74 219 Arbitrage : Victor Gomes | Spectateurs : 74 219 Arbitrage : Victor Gomes |
| 22h00 CAT    | Elneny 68e · Alaa 81e · Ghazal 87e      |         | 30e Bokadi · 59e Muzinga | Spectateurs : 74 219 Arbitrage : Victor Gomes | Spectateurs : 74 219 Arbitrage : Victor Gomes |

| 26 juin 2019 | Ouganda   | 1 - 1   | Zimbabwe              | Stade international du Caire, Le Caire              |                                                     |
| 19h00 CAT    | Okwi 12e  | (1 - 1) | 40e Billiat ( Karuru) | Spectateurs : 73 589 Arbitrage : Eric Otogo-Castane | Spectateurs : 73 589 Arbitrage : Eric Otogo-Castane |
| 19h00 CAT    | Aucho 88e |         |                       | Spectateurs : 73 589 Arbitrage : Eric Otogo-Castane | Spectateurs : 73 589 Arbitrage : Eric Otogo-Castane |

3e journée
| 30 juin 2019 | Ouganda                    | 0 - 2   | Égypte                                 | Stade international du Caire, Le Caire           |                                                  |
| 21h00 CAT    |                            | (0 - 2) | 36e Salah · 45+1e Elmohamady ( Ashraf) | Spectateurs : 74 566 Arbitrage : Maguette Ndiaye | Spectateurs : 74 566 Arbitrage : Maguette Ndiaye |
| 21h00 CAT    | Kyambadde 59e · Lwanga 89e |         | 61e Elmohamady                         | Spectateurs : 74 566 Arbitrage : Maguette Ndiaye | Spectateurs : 74 566 Arbitrage : Maguette Ndiaye |

| 30 juin 2019 | Zimbabwe      | 0 - 4   | RD Congo                                                                  | Stade du 30 Juin, Le Caire                       |                                                  |
| 21h00 CAT    |               | (0 - 2) | 4e Bolingi · 34e Bakambu ( Mpeko) · 65e (pen.) Bakambu · 78e Assombalonga | Spectateurs : 4 364 Arbitrage : Mustapha Ghorbal | Spectateurs : 4 364 Arbitrage : Mustapha Ghorbal |
| 21h00 CAT    | Chipezeze 64e |         | 59e Mbemba · 61e Moke · 70e Mpeko                                         | Spectateurs : 4 364 Arbitrage : Mustapha Ghorbal | Spectateurs : 4 364 Arbitrage : Mustapha Ghorbal |

#### Groupe B
| Rang | Équipe     | Pts | J | G | N | P | Bp | Bc | Diff |  | Résultats (▼ dom., ► ext.) |     |     |     |     |
| ---- | ---------- | --- | - | - | - | - | -- | -- | ---- |  | -------------------------- | --- | --- | --- | --- |
| 1    | Madagascar | 7   | 3 | 2 | 1 | 0 | 5  | 2  | +3   |  | Madagascar                 |     | 2-0 | 2-2 | 1-0 |
| 2    | Nigeria    | 6   | 3 | 2 | 0 | 1 | 2  | 2  | 0    |  | Nigeria                    | 0-2 |     | 1-0 | 1-0 |
| 3    | Guinée     | 4   | 3 | 1 | 1 | 1 | 4  | 3  | +1   |  | Guinée                     | 2-2 | 0-1 |     | 2-0 |
| 4    | Burundi    | 0   | 3 | 0 | 0 | 3 | 0  | 4  | -4   |  | Burundi                    | 0-1 | 0-1 | 0-2 |     |

     Équipe qualifiée ou victorieuse; Pts = points; J = joués; G = gagnés; N = nuls; P = perdus;
Bp = buts pour; Bc = buts contre; Diff = différence de buts
1re journée
| 22 juin 2019 | Nigeria            | 1 - 0        | Burundi | Stade d'Alexandrie, Alexandrie                  |                                                 |
| 19h00 CAT    | ( Aina) Ighalo 77e | (0 - 0)      |         | Spectateurs : 3 192 Arbitrage : Bernard Camille | Spectateurs : 3 192 Arbitrage : Bernard Camille |
| 19h00 CAT    |                    | 63e Nahimana |         | Spectateurs : 3 192 Arbitrage : Bernard Camille | Spectateurs : 3 192 Arbitrage : Bernard Camille |

| 22 juin 2019 | Guinée                                  | 2 - 2   | Madagascar                                                            | Stade d'Alexandrie, Alexandrie            |                                           |
| 22h00 CAT    | ( Diawara) Kaba 34e · Kamano 66e (pen.) | (1 - 0) | 49e Abel ( Andriamatsinoro) · 55e Andriamatsinoro ( Razakanantenaina) | Spectateurs : 5 342 Arbitrage : Amin Omar | Spectateurs : 5 342 Arbitrage : Amin Omar |
| 22h00 CAT    |                                         | rapport | 53e Amada · 65e Métanire · 81e Ilaimaharitra                          | Spectateurs : 5 342 Arbitrage : Amin Omar | Spectateurs : 5 342 Arbitrage : Amin Omar |

2e journée
| 26 juin 2019 | Nigeria              | 1 - 0   | Guinée                 | Stade d'Alexandrie, Alexandrie                              |                                                             |
| 16h30 CAT    | ( Simon) Omeruo 73e  | (0 - 0) |                        | Spectateurs : 10 388 Arbitrage : Helder Martins de Carvalho | Spectateurs : 10 388 Arbitrage : Helder Martins de Carvalho |
| 16h30 CAT    | Musa 62e · Etebo 90e |         | 27e Falette · 65e Seka | Spectateurs : 10 388 Arbitrage : Helder Martins de Carvalho | Spectateurs : 10 388 Arbitrage : Helder Martins de Carvalho |

| 27 juin 2019 | Madagascar        | 1 - 0   | Burundi    | Stade d'Alexandrie, Alexandrie                 |                                                |
| 16h30 CAT    | Ilaimaharitra 75e | (0 - 0) |            | Spectateurs : 4 900 Arbitrage : Haythem Guirat | Spectateurs : 4 900 Arbitrage : Haythem Guirat |
| 16h30 CAT    | Mombris 81e       |         | 57e Amissi | Spectateurs : 4 900 Arbitrage : Haythem Guirat | Spectateurs : 4 900 Arbitrage : Haythem Guirat |

3e journée
| 30 juin 2019 | Madagascar                              | 2 - 0   | Nigeria | Stade d'Alexandrie, Alexandrie                 |                                                |
| 18h00 CAT    | Nomenjanahary 13e · Andriamatsinoro 53e | (1 - 0) |         | Spectateurs : 9 895 Arbitrage : Bakary Gassama | Spectateurs : 9 895 Arbitrage : Bakary Gassama |
| 18h00 CAT    | Ilaimaharitra 80e                       |         |         | Spectateurs : 9 895 Arbitrage : Bakary Gassama | Spectateurs : 9 895 Arbitrage : Bakary Gassama |

| 30 juin 2019 | Burundi                                               | 0 - 2   | Guinée                              | Stade Al Salam, Le Caire                              |                                                       |
| 18h00 CAT    |                                                       | (0 - 1) | 25e Yattara · 52e Yattara ( Traoré) | Spectateurs : 5 753 Arbitrage : Noureddine El Jaafari | Spectateurs : 5 753 Arbitrage : Noureddine El Jaafari |
| 18h00 CAT    | Nduwarugira 12e · Nizigiyimana 69e · Duhayindavyi 76e |         | 18e Sylla                           | Spectateurs : 5 753 Arbitrage : Noureddine El Jaafari | Spectateurs : 5 753 Arbitrage : Noureddine El Jaafari |

#### Groupe C
| Rang | Équipe   | Pts | J | G | N | P | Bp | Bc | Diff |  | Résultats (▼ dom., ► ext.) |     |     |     |     |
| ---- | -------- | --- | - | - | - | - | -- | -- | ---- |  | -------------------------- | --- | --- | --- | --- |
| 1    | Algérie  | 9   | 3 | 3 | 0 | 0 | 6  | 0  | +6   |  | Algérie                    |     | 1-0 | 2-0 | 3-0 |
| 2    | Sénégal  | 6   | 3 | 2 | 0 | 1 | 5  | 1  | +4   |  | Sénégal                    | 0-1 |     | 3-0 | 2-0 |
| 3    | Kenya    | 3   | 3 | 1 | 0 | 2 | 3  | 7  | -4   |  | Kenya                      | 0-2 | 0-3 |     | 3-2 |
| 4    | Tanzanie | 0   | 3 | 0 | 0 | 3 | 2  | 8  | -6   |  | Tanzanie                   | 0-3 | 0-2 | 2-3 |     |

     Équipe qualifiée ou victorieuse; Pts = points; J = joués; G = gagnés; N = nuls; P = perdus;
Bp = buts pour; Bc = buts contre; Diff = différence de buts
1re journée
| 23 juin 2019 | Sénégal                         | 2 - 0   | Tanzanie                                         | Stade du 30 Juin, Le Caire                  |                                             |
| 19h00 CAT    | ( Gueye) Baldé 28e · Diatta 64e | (1 - 0) |                                                  | Spectateurs : 7 249 Arbitrage : Sadok Selmi | Spectateurs : 7 249 Arbitrage : Sadok Selmi |
| 19h00 CAT    | Ndiaye 14e                      |         | 9e Salum · 35e Mao · 63e Msuva · 90+2e Ramadhani | Spectateurs : 7 249 Arbitrage : Sadok Selmi | Spectateurs : 7 249 Arbitrage : Sadok Selmi |

| 23 juin 2019 | Algérie                                       | 2 - 0                   | Kenya | Stade du 30 Juin, Le Caire                      |                                                 |
| 22h00 CAT    | Bounedjah 26e (pen.) · ( Bennacer) Mahrez 43e | (2 - 0)                 |       | Spectateurs : 8 071 Arbitrage : Mahamadou Kéïta | Spectateurs : 8 071 Arbitrage : Mahamadou Kéïta |
| 22h00 CAT    |                                               | 12e Khamis · 18e Otieno |       | Spectateurs : 8 071 Arbitrage : Mahamadou Kéïta | Spectateurs : 8 071 Arbitrage : Mahamadou Kéïta |

2e journée
| 27 juin 2019 | Sénégal                 | 0 - 1   | Algérie                 | Stade du 30 Juin, Le Caire                     |                                                |
| 19h00 CAT    |                         | (0 - 0) | 49e Belaïli ( Feghouli) | Spectateurs : 25 765 Arbitrage : Janny Sikazwe | Spectateurs : 25 765 Arbitrage : Janny Sikazwe |
| 19h00 CAT    | Kouyaté 15e · Baldé 39e |         | 20e Benlamri · 29e Atal | Spectateurs : 25 765 Arbitrage : Janny Sikazwe | Spectateurs : 25 765 Arbitrage : Janny Sikazwe |

| 27 juin 2019 | Kenya                                                   | 3 - 2   | Tanzanie                     | Stade du 30 Juin, Le Caire                      |                                                 |
| 22h00 CAT    | Olunga 39e · ( Masika) Omolo 62e · ( Omondi) Olunga 80e | (1 - 2) | 6e Msuva · 40e Aly Samatta   | Spectateurs : 7 233 Arbitrage : Ahmad Heeralall | Spectateurs : 7 233 Arbitrage : Ahmad Heeralall |
| 22h00 CAT    | Omolo 24e · Wanyama 56e · Matasi 90+3e                  |         | 29e Mwantika · 49e Ramadhani | Spectateurs : 7 233 Arbitrage : Ahmad Heeralall | Spectateurs : 7 233 Arbitrage : Ahmad Heeralall |

3e journée
| 1er juillet 2019 | Kenya                                    | 0 - 3   | Sénégal                                                     | Stade du 30 Juin, Le Caire                    |                                               |
| 21h00 CAT        |                                          | (0 - 0) | 63e Sarr ( Gassama) · 71e Mané ( Gassama) · 78e (pen.) Mané | Spectateurs : 13 224 Arbitrage : Gehad Grisha | Spectateurs : 13 224 Arbitrage : Gehad Grisha |
| 21h00 CAT        | Otieno 10e, 76e · Masika 57e · Okumu 68e |         | 60e Mané                                                    | Spectateurs : 13 224 Arbitrage : Gehad Grisha | Spectateurs : 13 224 Arbitrage : Gehad Grisha |

| 1er juillet 2019 | Tanzanie   | 0 - 3   | Algérie                                                              | Stade Al Salam, Le Caire                              |                                                       |
| 21h00 CAT        |            | (0 - 3) | 31e Slimani ( Ounas) · 34e Ounas ( Slimani) · 45+1e Ounas ( Slimani) | Spectateurs : 8 921 Arbitrage : Andofetra Rakotojaona | Spectateurs : 8 921 Arbitrage : Andofetra Rakotojaona |
| 21h00 CAT        | Yussuf 47e |         | Boudaoui 74e · Halliche 77e                                          | Spectateurs : 8 921 Arbitrage : Andofetra Rakotojaona | Spectateurs : 8 921 Arbitrage : Andofetra Rakotojaona |

#### Groupe D
| Rang | Équipe         | Pts | J | G | N | P | Bp | Bc | Diff |  | Résultats (▼ dom., ► ext.) |     |     |     |     |
| ---- | -------------- | --- | - | - | - | - | -- | -- | ---- |  | -------------------------- | --- | --- | --- | --- |
| 1    | Maroc          | 9   | 3 | 3 | 0 | 0 | 3  | 0  | +3   |  | Maroc                      |     | 1-0 | 1-0 | 1-0 |
| 2    | Côte d'Ivoire  | 6   | 3 | 2 | 0 | 1 | 5  | 2  | +3   |  | Côte d'Ivoire              | 0-1 |     | 1-0 | 4-1 |
| 3    | Afrique du Sud | 3   | 3 | 1 | 0 | 2 | 1  | 2  | -1   |  | Afrique du Sud             | 0-1 | 0-1 |     | 1-0 |
| 4    | Namibie        | 0   | 3 | 0 | 0 | 3 | 1  | 6  | -5   |  | Namibie                    | 0-1 | 1-4 | 0-1 |     |

     Équipe qualifiée ou victorieuse; Pts = points; J = joués; G = gagnés; N = nuls; P = perdus;
Bp = buts pour; Bc = buts contre; Diff = différence de buts
1re journée
| 23 juin 2019 | Maroc              | 1 - 0          | Namibie | Stade Al Salam, Le Caire                         |                                                  |
| 16h30 CAT    | Keimuine 89e (csc) | (0 - 0)        |         | Spectateurs : 6 857 Arbitrage : Louis Hakizimana | Spectateurs : 6 857 Arbitrage : Louis Hakizimana |
| 16h30 CAT    |                    | 90+3e Keimuine |         | Spectateurs : 6 857 Arbitrage : Louis Hakizimana | Spectateurs : 6 857 Arbitrage : Louis Hakizimana |

| 24 juin 2019 | Côte d'Ivoire                     | 1 - 0   | Afrique du Sud | Stade Al Salam, Le Caire                         |                                                  |
| 16h30 CAT    | ( Gradel) Kodjia 64e              | (0 - 0) |                | Spectateurs : 4 961 Arbitrage : Mustapha Ghorbal | Spectateurs : 4 961 Arbitrage : Mustapha Ghorbal |
| 16h30 CAT    | Seri 40e · Gradel 57e · Kanon 61e | Rapport | 23e Mothiba    | Spectateurs : 4 961 Arbitrage : Mustapha Ghorbal | Spectateurs : 4 961 Arbitrage : Mustapha Ghorbal |

2e journée
| 28 juin 2019 | Maroc                    | 1 - 0   | Côte d'Ivoire | Stade Al Salam, Le Caire                     |                                              |
| 19h00 CAT    | ( Amrabat) En-Nesyri 23e | (1 - 0) |               | Spectateurs : 27 500 Arbitrage : Sidi Alioum | Spectateurs : 27 500 Arbitrage : Sidi Alioum |
| 19h00 CAT    | El Ahmadi 69e            |         | 59e Coulibaly | Spectateurs : 27 500 Arbitrage : Sidi Alioum | Spectateurs : 27 500 Arbitrage : Sidi Alioum |

| 28 juin 2019 | Afrique du Sud   | 1 - 0   | Namibie                             | Stade Al Salam, Le Caire                 |                                          |
| 22h00 CAT    | ( Tau) Zungu 68e | (0 - 0) |                                     | Spectateurs : 16 090 Arbitrage : Issa Sy | Spectateurs : 16 090 Arbitrage : Issa Sy |
| 22h00 CAT    | Zwane 79e        |         | 46e Starke · 71e Horaeb · 87e Hotto | Spectateurs : 16 090 Arbitrage : Issa Sy | Spectateurs : 16 090 Arbitrage : Issa Sy |

3e journée
| 1er juillet 2019 | Afrique du Sud        | 0 - 1   | Maroc         | Stade Al Salam, Le Caire                                   |                                                            |
| 18h00 CAT        |                       | (0 - 0) | 90e Boussoufa | Spectateurs : 12 098 Arbitrage : Jean-Jacques Ndala Ngambo | Spectateurs : 12 098 Arbitrage : Jean-Jacques Ndala Ngambo |
| 18h00 CAT        | Zwane 18e · Zungu 31e |         |               | Spectateurs : 12 098 Arbitrage : Jean-Jacques Ndala Ngambo | Spectateurs : 12 098 Arbitrage : Jean-Jacques Ndala Ngambo |

| 1er juillet 2019 | Namibie      | 1 - 4   | Côte d'Ivoire                                                                        | Stade du 30 Juin, Le Caire                          |                                                     |
| 18h00 CAT        | Kamatuka 71e | (0 - 1) | 39e Gradel ( Kessié) · 58e Dié ( Gbamin) · 84e Zaha ( Kessié) · 89e Cornet ( Kessié) | Spectateurs : 7 530 Arbitrage : Peter Waweru Kamaku | Spectateurs : 7 530 Arbitrage : Peter Waweru Kamaku |
| 18h00 CAT        | Hotto 78e    |         |                                                                                      | Spectateurs : 7 530 Arbitrage : Peter Waweru Kamaku | Spectateurs : 7 530 Arbitrage : Peter Waweru Kamaku |

#### Groupe E
| Rang | Équipe     | Pts | J | G | N | P | Bp | Bc | Diff |  | Résultats (▼ dom., ► ext.) |     |     |     |     |
| ---- | ---------- | --- | - | - | - | - | -- | -- | ---- |  | -------------------------- | --- | --- | --- | --- |
| 1    | Mali       | 7   | 3 | 2 | 1 | 0 | 6  | 2  | +4   |  | Mali                       |     | 1-1 | 1-0 | 4-1 |
| 2    | Tunisie    | 3   | 3 | 0 | 3 | 0 | 2  | 2  | 0    |  | Tunisie                    | 1-1 |     | 1-1 | 0-0 |
| 3    | Angola     | 2   | 3 | 0 | 2 | 1 | 1  | 2  | -1   |  | Angola                     | 0-1 | 1-1 |     | 0-0 |
| 4    | Mauritanie | 2   | 3 | 0 | 2 | 1 | 1  | 4  | -3   |  | Mauritanie                 | 1-4 | 0-0 | 0-0 |     |

     Équipe qualifiée ou victorieuse; Pts = points; J = joués; G = gagnés; N = nuls; P = perdus;
Bp = buts pour; Bc = buts contre; Diff = différence de buts
1re journée
| 24 juin 2019 | Tunisie                   | 1 - 1   | Angola     | Stade de Suez, Suez                                   |                                                       |
| 19h00 CAT    | Msakni 34e (pen.)         | (1 - 0) | 73e Campos | Spectateurs : 7 345 Arbitrage : Bamlak Tessema Weyesa | Spectateurs : 7 345 Arbitrage : Bamlak Tessema Weyesa |
| 19h00 CAT    | Chaalali 26e · Msakni 50e |         | 30e Bango  | Spectateurs : 7 345 Arbitrage : Bamlak Tessema Weyesa | Spectateurs : 7 345 Arbitrage : Bamlak Tessema Weyesa |

| 24 juin 2019 | Mali                                                                                               | 4 - 1   | Mauritanie                              | Stade de Suez, Suez                                       |                                                           |
| 22h00 CAT    | ( Traoré II) Diaby 37e · Marega 45e (pen.) · ( Samassékou) Traoré II 55e · ( Doumbia) Traoré I 73e | (2 - 0) | 72e (pen.) El Hacen                     | Spectateurs : 6 202 Arbitrage : Jean-Jacques Ndala Ngambo | Spectateurs : 6 202 Arbitrage : Jean-Jacques Ndala Ngambo |
| 22h00 CAT    | Djenepo 31e · Fofana 71e                                                                           |         | 19e N'Diaye · 79e Souleymane · 84e Diaw | Spectateurs : 6 202 Arbitrage : Jean-Jacques Ndala Ngambo | Spectateurs : 6 202 Arbitrage : Jean-Jacques Ndala Ngambo |

2e journée
| 28 juin 2019 | Tunisie                               | 1 - 1   | Mali                                      | Stade de Suez, Suez                           |                                               |
| 16h30 CAT    | Khazri 70e                            | (0 - 0) | 60e Samassékou                            | Spectateurs : 16 085 Arbitrage : Joshua Bondo | Spectateurs : 16 085 Arbitrage : Joshua Bondo |
| 16h30 CAT    | Skhiri 38e · Badri 41e · Chaalali 64e |         | 11e Haidara · 59e Marega · 69e Samassékou | Spectateurs : 16 085 Arbitrage : Joshua Bondo | Spectateurs : 16 085 Arbitrage : Joshua Bondo |

| 29 juin 2019 | Mauritanie  | 0 - 0   | Angola                     | Stade de Suez, Suez                                  |                                                      |
| 16h30 CAT    |             | (0 - 0) |                            | Spectateurs : 10 120 Arbitrage : Ibrahim Nour El Din | Spectateurs : 10 120 Arbitrage : Ibrahim Nour El Din |
| 16h30 CAT    | Abeid 90+2e |         | 53e Gaspar · 90+2e Geraldo | Spectateurs : 10 120 Arbitrage : Ibrahim Nour El Din | Spectateurs : 10 120 Arbitrage : Ibrahim Nour El Din |

3e journée
| 2 juillet 2019 | Mauritanie                                 | 0 - 0   | Tunisie                 | Stade de Suez, Suez                              |                                                  |
| 21h00 CAT      |                                            | (0 - 0) |                         | Spectateurs : 7 732 Arbitrage : Louis Hakizimana | Spectateurs : 7 732 Arbitrage : Louis Hakizimana |
| 21h00 CAT      | Diakité 31e · Coulibaly 45e · El Hacen 53e |         | 36e Bronn · 52e Aouadhi | Spectateurs : 7 732 Arbitrage : Louis Hakizimana | Spectateurs : 7 732 Arbitrage : Louis Hakizimana |

| 2 juillet 2019 | Angola                                   | 0 - 1   | Mali        | Stade d'Ismaïlia, Ismaïlia                     |                                                |
| 21h00 CAT      |                                          | (0 - 1) | 37e Haidara | Spectateurs : 8 135 Arbitrage : Rédouane Jiyed | Spectateurs : 8 135 Arbitrage : Rédouane Jiyed |
| 21h00 CAT      | Gaspar 29e · Herenilson 80e · Bastos 90e |         | 69e Diarra  | Spectateurs : 8 135 Arbitrage : Rédouane Jiyed | Spectateurs : 8 135 Arbitrage : Rédouane Jiyed |

#### Groupe F
| Rang | Équipe        | Pts | J | G | N | P | Bp | Bc | Diff |  | Résultats (▼ dom., ► ext.) |     |     |     |     |
| ---- | ------------- | --- | - | - | - | - | -- | -- | ---- |  | -------------------------- | --- | --- | --- | --- |
| 1    | Ghana         | 5   | 3 | 1 | 2 | 0 | 4  | 2  | +2   |  | Ghana                      |     | 0-0 | 2-2 | 2-0 |
| 2    | Cameroun      | 5   | 3 | 1 | 2 | 0 | 2  | 0  | +2   |  | Cameroun                   | 0-0 |     | 0-0 | 2-0 |
| 3    | Bénin         | 3   | 3 | 0 | 3 | 0 | 2  | 2  | 0    |  | Bénin                      | 2-2 | 0-0 |     | 0-0 |
| 4    | Guinée-Bissau | 1   | 3 | 0 | 1 | 2 | 0  | 4  | -4   |  | Guinée-Bissau              | 0-2 | 0-2 | 0-0 |     |

     Équipe qualifiée ou victorieuse; Pts = points; J = joués; G = gagnés; N = nuls; P = perdus;
Bp = buts pour; Bc = buts contre; Diff = différence de buts
1re journée
| 25 juin 2019 | Cameroun                              | 2 - 0   | Guinée-Bissau | Stade d'Ismaïlia, Ismaïlia                            |                                                       |
| 19h00 CAT    | ( Toko-Ekambi) Yaya 66e · Bahoken 69e | (0 - 0) |               | Spectateurs : 5 983 Arbitrage : Noureddine El Jaafari | Spectateurs : 5 983 Arbitrage : Noureddine El Jaafari |
| 19h00 CAT    | Ngadeu-Ngadjui 78e · Boumal 85e       |         | 58e Silva     | Spectateurs : 5 983 Arbitrage : Noureddine El Jaafari | Spectateurs : 5 983 Arbitrage : Noureddine El Jaafari |

| 25 juin 2019 | Ghana                            | 2 - 2   | Bénin                                  | Stade d'Ismaïlia, Ismaïlia                     |                                                |
| 22h00 CAT    | A. Ayew 9e · ( Nuhu) J. Ayew 42e | (2 - 1) | 2e Poté ( Soukou) · 63e Poté ( Dossou) | Spectateurs : 8 094 Arbitrage : Youssef Sraïri | Spectateurs : 8 094 Arbitrage : Youssef Sraïri |
| 22h00 CAT    | Boye 37e, 54e · Nuhu 77e         |         | 46e D'Almeida · 90e Mounié             | Spectateurs : 8 094 Arbitrage : Youssef Sraïri | Spectateurs : 8 094 Arbitrage : Youssef Sraïri |

2e journée
| 29 juin 2019 | Cameroun | 0 - 0    | Ghana | Stade d'Ismaïlia, Ismaïlia                             |                                                        |
| 19h00 CAT    |          | (0 - 0)  |       | Spectateurs : 16 724 Arbitrage : Bamlak Tessema Weyesa | Spectateurs : 16 724 Arbitrage : Bamlak Tessema Weyesa |
| 19h00 CAT    |          | 64e Nuhu |       | Spectateurs : 16 724 Arbitrage : Bamlak Tessema Weyesa | Spectateurs : 16 724 Arbitrage : Bamlak Tessema Weyesa |

| 29 juin 2019 | Bénin                   | 0 - 0   | Guinée-Bissau | Stade d'Ismaïlia, Ismaïlia                                |                                                           |
| 22h00 CAT    |                         | (0 - 0) |               | Spectateurs : 9 212 Arbitrage : Pacifique Ndabihawenimana | Spectateurs : 9 212 Arbitrage : Pacifique Ndabihawenimana |
| 22h00 CAT    | Adéoti 38e · Soukou 60e |         | 10e Nanu      | Spectateurs : 9 212 Arbitrage : Pacifique Ndabihawenimana | Spectateurs : 9 212 Arbitrage : Pacifique Ndabihawenimana |

3e journée
| 2 juillet 2019 | Bénin                   | 0 - 0   | Cameroun                                              | Stade d'Ismaïlia, Ismaïlia                   |                                              |
| 18h00 CAT      |                         | (0 - 0) |                                                       | Spectateurs : 14 120 Arbitrage : Sadok Selmi | Spectateurs : 14 120 Arbitrage : Sadok Selmi |
| 18h00 CAT      | Mounié 45e · Barazé 54e |         | 20e Djoum · 42e Fai · 77e Zambo Anguissa · 90e Oyongo | Spectateurs : 14 120 Arbitrage : Sadok Selmi | Spectateurs : 14 120 Arbitrage : Sadok Selmi |

| 2 juillet 2019 | Guinée-Bissau        | 0 - 2   | Ghana                                        | Stade de Suez, Suez                                |                                                    |
| 18h00 CAT      |                      | (0 - 0) | 46e J. Ayew ( Rahman) · 72e Partey ( Rahman) | Spectateurs : 6 905 Arbitrage : Eric Otogo-Castane | Spectateurs : 6 905 Arbitrage : Eric Otogo-Castane |
| 18h00 CAT      | Bura 51e · Candé 65e |         | 23e Aidoo                                    | Spectateurs : 6 905 Arbitrage : Eric Otogo-Castane | Spectateurs : 6 905 Arbitrage : Eric Otogo-Castane |

### Meilleurs troisièmes

#### Classement
Quatre équipes classées troisièmes de leur poule sont repêchées pour compléter le tableau des huitièmes de finale. Pour désigner les quatre meilleurs troisièmes (parmi les six au total), un classement est effectué en comparant les résultats dans leur groupe respectif de chacune des équipes :
Règles de départage :
1. Plus grand nombre de points obtenus ;
2. Meilleure différence de buts ;
3. Plus grand nombre de buts marqués ;
4. Classement du fair-play (deux cartons jaunes dans le même match ou un carton rouge direct équivalent à -3 points, et un carton jaune à -1 points) ;
5. Tirage au sort.

| Rang | Équipe                    | Pts | J | G | N | P | Bp | Bc | Diff |
| ---- | ------------------------- | --- | - | - | - | - | -- | -- | ---- |
| 1    | Guinée (Groupe B)         | 4   | 3 | 1 | 1 | 1 | 4  | 3  | +1   |
| 2    | RD Congo (Groupe A)       | 3   | 3 | 1 | 0 | 2 | 4  | 4  | 0    |
| 3    | Bénin (Groupe F)          | 3   | 3 | 0 | 3 | 0 | 2  | 2  | 0    |
| 4    | Afrique du Sud (Groupe D) | 3   | 3 | 1 | 0 | 2 | 1  | 2  | -1   |
| 5    | Kenya (Groupe C)          | 3   | 3 | 1 | 0 | 2 | 3  | 7  | -4   |
| 6    | Angola (Groupe E)         | 2   | 3 | 0 | 2 | 1 | 1  | 2  | -1   |

     Équipe qualifiée en tant que meilleure 3e.

### Phase à élimination directe
|  | Huitièmes de finale                             | Huitièmes de finale                             |               |                                            | Quarts de finale                             | Quarts de finale                             |   |  | Demi-finales                                 | Demi-finales                                 |  |  | Finale                                          | Finale                                          |
|  | Huitièmes de finale                             | Huitièmes de finale                             |               |                                            | Quarts de finale                             | Quarts de finale                             |   |  | Demi-finales                                 | Demi-finales                                 |  |  | Finale                                          | Finale                                          |
|  |                                                 |                                                 |               |                                            |                                              |                                              |   |  |                                              |                                              |  |  |                                                 |                                                 |
|  | 5 juillet 2019 - Stade international, Le Caire  | 5 juillet 2019 - Stade international, Le Caire  |               |                                            | 10 juillet 2019 - Stade du 30 Juin, Le Caire | 10 juillet 2019 - Stade du 30 Juin, Le Caire |   |  | 14 juillet 2019 - Stade du 30 Juin, Le Caire | 14 juillet 2019 - Stade du 30 Juin, Le Caire |  |  | 19 juillet 2019 - Stade international, Le Caire | 19 juillet 2019 - Stade international, Le Caire |
|  | 5 juillet 2019 - Stade international, Le Caire  | 5 juillet 2019 - Stade international, Le Caire  |               |                                            | 10 juillet 2019 - Stade du 30 Juin, Le Caire | 10 juillet 2019 - Stade du 30 Juin, Le Caire |   |  | 14 juillet 2019 - Stade du 30 Juin, Le Caire | 14 juillet 2019 - Stade du 30 Juin, Le Caire |  |  | 19 juillet 2019 - Stade international, Le Caire | 19 juillet 2019 - Stade international, Le Caire |
|  | Ouganda                                         | 0                                               |               |                                            | 10 juillet 2019 - Stade du 30 Juin, Le Caire | 10 juillet 2019 - Stade du 30 Juin, Le Caire |   |  | 14 juillet 2019 - Stade du 30 Juin, Le Caire | 14 juillet 2019 - Stade du 30 Juin, Le Caire |  |  | 19 juillet 2019 - Stade international, Le Caire | 19 juillet 2019 - Stade international, Le Caire |
|  | Ouganda                                         | 0                                               |               |                                            | 10 juillet 2019 - Stade du 30 Juin, Le Caire | 10 juillet 2019 - Stade du 30 Juin, Le Caire |   |  | 14 juillet 2019 - Stade du 30 Juin, Le Caire | 14 juillet 2019 - Stade du 30 Juin, Le Caire |  |  | 19 juillet 2019 - Stade international, Le Caire | 19 juillet 2019 - Stade international, Le Caire |
|  | Sénégal                                         | 1                                               |               |                                            | 10 juillet 2019 - Stade du 30 Juin, Le Caire | 10 juillet 2019 - Stade du 30 Juin, Le Caire |   |  | 14 juillet 2019 - Stade du 30 Juin, Le Caire | 14 juillet 2019 - Stade du 30 Juin, Le Caire |  |  | 19 juillet 2019 - Stade international, Le Caire | 19 juillet 2019 - Stade international, Le Caire |
|  | Sénégal                                         | 1                                               | Sénégal       | 1                                          |                                              |                                              |   |  | 14 juillet 2019 - Stade du 30 Juin, Le Caire | 14 juillet 2019 - Stade du 30 Juin, Le Caire |  |  | 19 juillet 2019 - Stade international, Le Caire | 19 juillet 2019 - Stade international, Le Caire |
|  | 5 juillet 2019 - Stade Al Salam, Le Caire       |                                                 | Sénégal       | 1                                          |                                              |                                              |   |  | 14 juillet 2019 - Stade du 30 Juin, Le Caire | 14 juillet 2019 - Stade du 30 Juin, Le Caire |  |  | 19 juillet 2019 - Stade international, Le Caire | 19 juillet 2019 - Stade international, Le Caire |
|  |                                                 | Bénin                                           | 0             |                                            |                                              |                                              |   |  | 14 juillet 2019 - Stade du 30 Juin, Le Caire | 14 juillet 2019 - Stade du 30 Juin, Le Caire |  |  | 19 juillet 2019 - Stade international, Le Caire | 19 juillet 2019 - Stade international, Le Caire |
|  | Maroc                                           | Bénin                                           | 0             | 1ap (1)                                    |                                              |                                              |   |  | 14 juillet 2019 - Stade du 30 Juin, Le Caire | 14 juillet 2019 - Stade du 30 Juin, Le Caire |  |  | 19 juillet 2019 - Stade international, Le Caire | 19 juillet 2019 - Stade international, Le Caire |
|  | Maroc                                           | 11 juillet 2019 - Stade Al Salam, Le Caire      |               | 1ap (1)                                    |                                              |                                              |   |  | 14 juillet 2019 - Stade du 30 Juin, Le Caire | 14 juillet 2019 - Stade du 30 Juin, Le Caire |  |  | 19 juillet 2019 - Stade international, Le Caire | 19 juillet 2019 - Stade international, Le Caire |
|  | Bénin                                           | 1 tab(4)                                        |               |                                            |                                              |                                              |   |  | 14 juillet 2019 - Stade du 30 Juin, Le Caire | 14 juillet 2019 - Stade du 30 Juin, Le Caire |  |  | 19 juillet 2019 - Stade international, Le Caire | 19 juillet 2019 - Stade international, Le Caire |
|  | Bénin                                           | 1 tab(4)                                        | Sénégal       | 1 ap                                       |                                              |                                              |   |  |                                              |                                              |  |  | 19 juillet 2019 - Stade international, Le Caire | 19 juillet 2019 - Stade international, Le Caire |
|  | 7 juillet 2019 - Stade d'Alexandrie, Alexandrie |                                                 | Sénégal       | 1 ap                                       |                                              |                                              |   |  |                                              |                                              |  |  | 19 juillet 2019 - Stade international, Le Caire | 19 juillet 2019 - Stade international, Le Caire |
|  |                                                 | Tunisie                                         | 0             |                                            |                                              |                                              |   |  |                                              |                                              |  |  | 19 juillet 2019 - Stade international, Le Caire | 19 juillet 2019 - Stade international, Le Caire |
|  | Madagascar                                      | Tunisie                                         | 0             | 2ap (4)                                    |                                              |                                              |   |  |                                              |                                              |  |  | 19 juillet 2019 - Stade international, Le Caire | 19 juillet 2019 - Stade international, Le Caire |
|  | Madagascar                                      | 14 juillet 2019 - Stade international, Le Caire |               | 2ap (4)                                    |                                              |                                              |   |  |                                              |                                              |  |  | 19 juillet 2019 - Stade international, Le Caire | 19 juillet 2019 - Stade international, Le Caire |
|  | RD Congo                                        | 2 tab(2)                                        |               |                                            |                                              |                                              |   |  |                                              |                                              |  |  | 19 juillet 2019 - Stade international, Le Caire | 19 juillet 2019 - Stade international, Le Caire |
|  | RD Congo                                        | 2 tab(2)                                        | Madagascar    | 0                                          |                                              |                                              |   |  |                                              |                                              |  |  | 19 juillet 2019 - Stade international, Le Caire | 19 juillet 2019 - Stade international, Le Caire |
|  | 8 juillet 2019 - Stade d'Ismaïlia, Ismaïlia     |                                                 | Madagascar    | 0                                          |                                              |                                              |   |  |                                              |                                              |  |  | 19 juillet 2019 - Stade international, Le Caire | 19 juillet 2019 - Stade international, Le Caire |
|  |                                                 | Tunisie                                         | 3             |                                            |                                              |                                              |   |  |                                              |                                              |  |  | 19 juillet 2019 - Stade international, Le Caire | 19 juillet 2019 - Stade international, Le Caire |
|  | Ghana                                           | Tunisie                                         | 3             | 1ap (4)                                    |                                              |                                              |   |  |                                              |                                              |  |  | 19 juillet 2019 - Stade international, Le Caire | 19 juillet 2019 - Stade international, Le Caire |
|  | Ghana                                           | 11 juillet 2019 - Stade de Suez, Suez           |               | 1ap (4)                                    |                                              |                                              |   |  |                                              |                                              |  |  | 19 juillet 2019 - Stade international, Le Caire | 19 juillet 2019 - Stade international, Le Caire |
|  | Tunisie                                         | 1 tab(5)                                        |               |                                            |                                              |                                              |   |  |                                              |                                              |  |  | 19 juillet 2019 - Stade international, Le Caire | 19 juillet 2019 - Stade international, Le Caire |
|  | Tunisie                                         | 1 tab(5)                                        | Sénégal       | 0                                          |                                              |                                              |   |  |                                              |                                              |  |  |                                                 |                                                 |
|  | 8 juillet 2019 - Stade de Suez, Suez            |                                                 | Sénégal       | 0                                          |                                              |                                              |   |  |                                              |                                              |  |  |                                                 |                                                 |
|  |                                                 | Algérie                                         | 1             |                                            |                                              |                                              |   |  |                                              |                                              |  |  |                                                 |                                                 |
|  | Mali                                            | Algérie                                         | 1             | 0                                          |                                              |                                              |   |  |                                              |                                              |  |  |                                                 |                                                 |
|  | Mali                                            |                                                 |               | 0                                          |                                              |                                              |   |  |                                              |                                              |  |  |                                                 |                                                 |
|  | Côte d'Ivoire                                   | 1                                               |               |                                            |                                              |                                              |   |  |                                              |                                              |  |  |                                                 |                                                 |
|  | Côte d'Ivoire                                   | 1                                               | Côte d'Ivoire | 1ap (3)                                    |                                              |                                              |   |  |                                              |                                              |  |  |                                                 |                                                 |
|  | 7 juillet 2019 - Stade du 30 Juin, Le Caire     |                                                 | Côte d'Ivoire | 1ap (3)                                    |                                              |                                              |   |  |                                              |                                              |  |  |                                                 |                                                 |
|  |                                                 | Algérie                                         | 1 tab(4)      |                                            |                                              |                                              |   |  |                                              |                                              |  |  |                                                 |                                                 |
|  | Algérie                                         | Algérie                                         | 1 tab(4)      | 3                                          |                                              |                                              |   |  |                                              |                                              |  |  |                                                 |                                                 |
|  | Algérie                                         | 10 juillet 2019 - Stade international, Le Caire |               | 3                                          |                                              |                                              |   |  |                                              |                                              |  |  |                                                 |                                                 |
|  | Guinée                                          | 0                                               |               |                                            |                                              |                                              |   |  |                                              |                                              |  |  |                                                 |                                                 |
|  | Guinée                                          | 0                                               | Algérie       | 2                                          |                                              |                                              |   |  |                                              |                                              |  |  |                                                 |                                                 |
|  | 6 juillet 2019 - Stade d'Alexandrie, Alexandrie |                                                 | Algérie       | 2                                          |                                              |                                              |   |  |                                              |                                              |  |  |                                                 |                                                 |
|  |                                                 | Nigeria                                         | 1             |                                            |                                              |                                              |   |  |                                              |                                              |  |  |                                                 |                                                 |
|  | Nigeria                                         | Nigeria                                         | 1             | 3                                          |                                              |                                              |   |  |                                              |                                              |  |  |                                                 |                                                 |
|  | Nigeria                                         |                                                 |               | 3                                          |                                              |                                              |   |  |                                              |                                              |  |  |                                                 |                                                 |
|  | Cameroun                                        | 2                                               |               | Match pour la 3e place                     | Match pour la 3e place                       |                                              |   |  |                                              |                                              |  |  |                                                 |                                                 |
|  | Cameroun                                        | 2                                               | Nigeria       | Match pour la 3e place                     | Match pour la 3e place                       | 2                                            |   |  |                                              |                                              |  |  |                                                 |                                                 |
|  | 6 juillet 2019 - Stade international, Le Caire  | 6 juillet 2019 - Stade international, Le Caire  | Nigeria       | 17 juillet 2019 - Stade Al Salam, Le Caire | 17 juillet 2019 - Stade Al Salam, Le Caire   | 2                                            |   |  |                                              |                                              |  |  |                                                 |                                                 |
|  | 6 juillet 2019 - Stade international, Le Caire  | 6 juillet 2019 - Stade international, Le Caire  |               | 17 juillet 2019 - Stade Al Salam, Le Caire | 17 juillet 2019 - Stade Al Salam, Le Caire   | Afrique du Sud                               | 1 |  |                                              |                                              |  |  |                                                 |                                                 |
|  | Égypte                                          | 0                                               | Tunisie       | 0                                          |                                              | Afrique du Sud                               | 1 |  |                                              |                                              |  |  |                                                 |                                                 |
|  | Égypte                                          | 0                                               | Tunisie       | 0                                          |                                              |                                              |   |  |                                              |                                              |  |  |                                                 |                                                 |
|  | Afrique du Sud                                  | 1                                               |               | Nigeria                                    | 1                                            |                                              |   |  |                                              |                                              |  |  |                                                 |                                                 |
|  | Afrique du Sud                                  | 1                                               |               | Nigeria                                    | 1                                            |                                              |   |  |                                              |                                              |  |  |                                                 |                                                 |

#### Huitièmes de finale
| 7 juillet 2019 | Madagascar                                              | 2 - 2 a. p.           | RD Congo                                    | Stade d'Alexandrie, Alexandrie                        |                                                       |
| 18h00 CAT      | ( Nomenjanahary) Amada 9e · ( Métanire) Andriatsima 77e | (1 - 1, 2 - 2, 2 - 2) | 21e Bakambu ( Muzinga) · 90e Mbemba ( Elia) | Spectateurs : 5 890 Arbitrage : Noureddine El Jaafari | Spectateurs : 5 890 Arbitrage : Noureddine El Jaafari |
| 18h00 CAT      | Morel 113e                                              |                       | 45+1e Mulumbu · 97e Mpeko ·                 | Spectateurs : 5 890 Arbitrage : Noureddine El Jaafari | Spectateurs : 5 890 Arbitrage : Noureddine El Jaafari |
| 18h00 CAT      | Amada · Métanire · Fontaine · Mombris                   | Tirs au but 4 - 2     | Tisserand · Bakambu · M'Poku · Bolasie      | Spectateurs : 5 890 Arbitrage : Noureddine El Jaafari | Spectateurs : 5 890 Arbitrage : Noureddine El Jaafari |

| 5 juillet 2019 | Ouganda                          | 0 - 1   | Sénégal                     | Stade International, Le Caire                    |                                                  |
| 21h00 CAT      |                                  | (0 - 1) | 15e Mané ( Niang)           | Spectateurs : 6 950 Arbitrage : Mustapha Ghorbal | Spectateurs : 6 950 Arbitrage : Mustapha Ghorbal |
| 21h00 CAT      | Onyango 5e · Okwi 8e · Aucho 31e |         | 11e N'Diaye · 70e Koulibaly | Spectateurs : 6 950 Arbitrage : Mustapha Ghorbal | Spectateurs : 6 950 Arbitrage : Mustapha Ghorbal |

| 6 juillet 2019 | Égypte     | 0 - 1   | Afrique du Sud                          | Stade International, Le Caire                       |                                                     |
| 21h00 CAT      |            | (0 - 0) | 85e Lorch ( Mothiba)                    | Spectateurs : 75 000 Arbitrage : Eric Otogo-Castane | Spectateurs : 75 000 Arbitrage : Eric Otogo-Castane |
| 21h00 CAT      | Ashraf 68e |         | 44e Hlanti · 79e Zungu · 90e Hlatshwayo | Spectateurs : 75 000 Arbitrage : Eric Otogo-Castane | Spectateurs : 75 000 Arbitrage : Eric Otogo-Castane |

| 7 juillet 2019 | Algérie                                                               | 3 - 0   | Guinée                | Stade du 30 Juin, Le Caire                      |                                                 |
| 21h00 CAT      | ( Bounedjah) Belaïli 24e · ( Bennacer) Mahrez 57e · ( Atal) Ounas 82e | (1 - 0) |                       | Spectateurs : 8 205 Arbitrage : Bernard Camille | Spectateurs : 8 205 Arbitrage : Bernard Camille |
| 21h00 CAT      | Guedioura 14e                                                         |         | 6e Camara · 54e Kanté | Spectateurs : 8 205 Arbitrage : Bernard Camille | Spectateurs : 8 205 Arbitrage : Bernard Camille |

| 5 juillet 2019 | Maroc                          | 1 - 1 a. p.           | Bénin                                                    | Stade Al Salam, Le Caire                                   |                                                            |
| 18h00 CAT      | ( Boussoufa) En-Nesyri 76e     | (0 - 0, 1 - 1, 1 - 1) | 54e Adilèhou ( Soukou)                                   | Spectateurs : 7 500 Arbitrage : Hélder Martins de Carvalho | Spectateurs : 7 500 Arbitrage : Hélder Martins de Carvalho |
| 18h00 CAT      | Idrissi 90+1e · El Ahmadi 101e |                       | 51e Soukou · 41e, 97e Adenon · 104e Mama · 106e Anaane · | Spectateurs : 7 500 Arbitrage : Hélder Martins de Carvalho | Spectateurs : 7 500 Arbitrage : Hélder Martins de Carvalho |
| 18h00 CAT      | Idrissi · Boufal · En-Nesyri   | Tirs au but 1 - 4     | Verdon · Djigla · Anaane · Mama                          | Spectateurs : 7 500 Arbitrage : Hélder Martins de Carvalho | Spectateurs : 7 500 Arbitrage : Hélder Martins de Carvalho |

| 6 juillet 2019 | Nigeria                                                         | 3 - 2   | Cameroun                                      | Stade d'Alexandrie, Alexandrie                |                                               |
| 18h00 CAT      | ( Omeruo) Ighalo 19e · ( Musa) Ighalo 63e · ( Ighalo) Iwobi 66e | (1 - 2) | 41e Bahoken ( Bassogog) · 44e Njie ( Bahoken) | Spectateurs : 10 000 Arbitrage : Joshua Bondo | Spectateurs : 10 000 Arbitrage : Joshua Bondo |
| 18h00 CAT      | Awaziem 70e                                                     |         | 28e Kunde · 51e Mandjeck                      | Spectateurs : 10 000 Arbitrage : Joshua Bondo | Spectateurs : 10 000 Arbitrage : Joshua Bondo |

| 8 juillet 2019 | Mali             | 0 - 1   | Côte d'Ivoire      | Stade de Suez, Suez                           |                                               |
| 18h00 CAT      |                  | (0 - 0) | 76e Zaha ( Kodjia) | Spectateurs : 7 672 Arbitrage : Janny Sikazwe | Spectateurs : 7 672 Arbitrage : Janny Sikazwe |
| 18h00 CAT      | L. Coulibaly 36e |         | 28e M. Bagayoko    | Spectateurs : 7 672 Arbitrage : Janny Sikazwe | Spectateurs : 7 672 Arbitrage : Janny Sikazwe |

| 8 juillet 2019 | Ghana                                         | 1 - 1 a. p.           | Tunisie                                 | Stade d'Ismaïlia, Ismaïlia                   |                                              |
| 21h00 CAT      | Bedoui 90+1e (csc)                            | (0 - 0, 1 - 1, 1 - 1) | 73e Khenissi ( Kechrida)                | Spectateurs : 8 890 Arbitrage : Victor Gomes | Spectateurs : 8 890 Arbitrage : Victor Gomes |
| 21h00 CAT      | Boye 11e · Wakaso 87e · Nuhu 90e              |                       | 12e Bronn · 48e Msakni ·                | Spectateurs : 8 890 Arbitrage : Victor Gomes | Spectateurs : 8 890 Arbitrage : Victor Gomes |
| 21h00 CAT      | Wakaso · J. Ayew · Ekuban · Agyepong · Partey | Tirs au but 4 - 5     | Sliti · Khazri · Bronn · Meriah · Sassi | Spectateurs : 8 890 Arbitrage : Victor Gomes | Spectateurs : 8 890 Arbitrage : Victor Gomes |

#### Quarts de finale
| 10 juillet 2019 | Sénégal           | 1 - 0   | Bénin                                  | Stade du 30 Juin, Le Caire                       |                                                  |
| 18h00 CAT       | ( Mané) Gueye 69e | (0 - 0) |                                        | Spectateurs : 5 798 Arbitrage : Mustapha Ghorbal | Spectateurs : 5 798 Arbitrage : Mustapha Ghorbal |
| 18h00 CAT       | Mané 90+1e        |         | 44e Soukou · 82e Verdon · 90+3e Mounié | Spectateurs : 5 798 Arbitrage : Mustapha Ghorbal | Spectateurs : 5 798 Arbitrage : Mustapha Ghorbal |

| 11 juillet 2019 | Madagascar      | 0 - 3   | Tunisie                                                  | Stade Al Salam, Le Caire                    |                                             |
| 21h00 CAT       |                 | (0 - 0) | 52e Sassi ( Msakni) · 60e Msakni · 90+3e Sliti ( Khazri) | Spectateurs : 7 568 Arbitrage : Sidi Alioum | Spectateurs : 7 568 Arbitrage : Sidi Alioum |
| 21h00 CAT       | Anicet Abel 86e |         |                                                          | Spectateurs : 7 568 Arbitrage : Sidi Alioum | Spectateurs : 7 568 Arbitrage : Sidi Alioum |

| 11 juillet 2019 | Côte d'Ivoire                                                    | 1 - 1 a. p.          | Algérie                                         | Stade de Suez, Suez                                   |                                                       |
| 18h00 CAT       | ( Zaha) Kodjia 62e                                               | (0 - 1, 1- 1, 1 - 1) | 20e Feghouli ( Bensebaini)                      | Spectateurs : 8 233 Arbitrage : Bamlak Tessema Weyesa | Spectateurs : 8 233 Arbitrage : Bamlak Tessema Weyesa |
| 18h00 CAT       | Zaha 29e · Bagayoko 43e · Gbohouo 46e · Kessié 88e · Comara 120e |                      | 29e Bensebaini · 39e Bennacer ·                 | Spectateurs : 8 233 Arbitrage : Bamlak Tessema Weyesa | Spectateurs : 8 233 Arbitrage : Bamlak Tessema Weyesa |
| 18h00 CAT       | Kessié · Cornet · Bony · Gradel · Die                            | Tirs au but 3 - 4    | Bensebaini · Slimani · Delort · Ounas · Belaïli | Spectateurs : 8 233 Arbitrage : Bamlak Tessema Weyesa | Spectateurs : 8 233 Arbitrage : Bamlak Tessema Weyesa |

| 10 juillet 2019 | Nigeria                                   | 2 - 1   | Afrique du Sud                                      | Stade International, Le Caire                   |                                                 |
| 21h00 CAT       | Chukwueze 27e · ( Simon) Troost-Ekong 89e | (1 - 0) | 71e Zungu                                           | Spectateurs : 48 343 Arbitrage : Redouane Jiyed | Spectateurs : 48 343 Arbitrage : Redouane Jiyed |
| 21h00 CAT       | Musa 35e                                  |         | 14e Mothiba · 49e Hlatshwayo · 62e Tau · 75e Mkhize | Spectateurs : 48 343 Arbitrage : Redouane Jiyed | Spectateurs : 48 343 Arbitrage : Redouane Jiyed |

#### Demi-finales
| 14 juillet 2019 | Sénégal          | 1 - 0 a. p.           | Tunisie                | Stade du 30 Juin, Le Caire                            |                                                       |
| 18h00 CAT       | Bronn 101e (csc) | (0 - 0, 0 - 0, 1 - 0) |                        | Spectateurs : 9 143 Arbitrage : Bamlak Tessema Weyesa | Spectateurs : 9 143 Arbitrage : Bamlak Tessema Weyesa |
| 18h00 CAT       | Koulibaly 73e    |                       | 64e Khazri · 76e Sliti | Spectateurs : 9 143 Arbitrage : Bamlak Tessema Weyesa | Spectateurs : 9 143 Arbitrage : Bamlak Tessema Weyesa |

| 14 juillet 2019 | Algérie                                  | 2 - 1   | Nigeria           | Stade International, Le Caire                   |                                                 |
| 21h00 CAT       | Troost-Ekong 40e (csc) · Mahrez 90+5e    | (1 - 0) | 72e (pen.) Ighalo | Spectateurs : 49 775 Arbitrage : Bakary Gassama | Spectateurs : 49 775 Arbitrage : Bakary Gassama |
| 21h00 CAT       | Bounedjah 52e · Feghouli 68e · Mandi 71e |         | 88e Awaziem       | Spectateurs : 49 775 Arbitrage : Bakary Gassama | Spectateurs : 49 775 Arbitrage : Bakary Gassama |

#### Troisième place
| 17 juillet 2019 | Tunisie                   | 0 - 1   | Nigeria   | Stade Al Salam, Le Caire                     |                                              |
| 21h00 CAT       |                           | (0 - 1) | 3e Ighalo | Spectateurs : 6 340 Arbitrage : Gehad Grisha | Spectateurs : 6 340 Arbitrage : Gehad Grisha |
| 21h00 CAT       | Chaalali 60e · Bedoui 90e |         | 18e Ndidi | Spectateurs : 6 340 Arbitrage : Gehad Grisha | Spectateurs : 6 340 Arbitrage : Gehad Grisha |

#### Finale
| 19 juillet 2019 | Sénégal                 | 0 - 1   | Algérie                                                      | Stade International, Le Caire                |                                              |
| 21h00 CAT       |                         | (0 -1)  | 2e Bounedjah ( Bennacer)                                     | Spectateurs : 75 000 Arbitrage : Sidi Alioum | Spectateurs : 75 000 Arbitrage : Sidi Alioum |
| 21h00 CAT       | Gueye 79e · Gassama 81e | Rapport | 34e Bensebaini · 54e Belaïli · 90+2e Mandi · 90+4e Guedioura | Spectateurs : 75 000 Arbitrage : Sidi Alioum | Spectateurs : 75 000 Arbitrage : Sidi Alioum |

|                  |
| Algérie          |
| Champion Algérie |
| 2e Titre         |

## Statistiques, classements et buteurs

### Classement de la compétition
Le classement complet des 24 équipes.
| Place              | Nation         | Stade de la compétition |
| ------------------ | -------------- | ----------------------- |
| Médaille d'or      | Algérie        | Vainqueur               |
| Médaille d'argent  | Sénégal        | Finaliste               |
| Médaille de bronze | Nigeria        | Demi-finale             |
| 4                  | Tunisie        | Demi-finale             |
| 5                  | Côte d'Ivoire  | Quarts de finale        |
| 6                  | Madagascar     | Quarts de finale        |
| 7                  | Afrique du Sud | Quarts de finale        |
| 8                  | Bénin          | Quarts de finale        |
| 9                  | Maroc          | Huitièmes de finale     |
| 10                 | Égypte         | Huitièmes de finale     |
| 11                 | Mali           | Huitièmes de finale     |
| 12                 | Ghana          | Huitièmes de finale     |
| 13                 | Cameroun T     | Huitièmes de finale     |
| 14                 | RD Congo       | Huitièmes de finale     |
| 15                 | Ouganda        | Huitièmes de finale     |
| 16                 | Guinée         | Huitièmes de finale     |
| 17                 | Kenya          | Premier tour            |
| 18                 | Angola         | Premier tour            |
| 19                 | Mauritanie     | Premier tour            |
| 20                 | Guinée-Bissau  | Premier tour            |
| 21                 | Zimbabwe       | Premier tour            |
| 22                 | Burundi        | Premier tour            |
| 23                 | Namibie        | Premier tour            |
| 24                 | Tanzanie       | Premier tour            |

Légende :
T : Tenant du titre

### Résumé par équipe
| Progression             | Équipe         | Matches | Victoires | Nuls | Défaites | BP | BC | Diff. | Carton jaune | Carton rouge |
| ----------------------- | -------------- | ------- | --------- | ---- | -------- | -- | -- | ----- | ------------ | ------------ |
| Vainqueur               | Algérie        | 7       | 6         | 1    | 0        | 13 | 2  | +11   | 14           | 0            |
| Finaliste               | Sénégal        | 7       | 5         | 0    | 2        | 8  | 2  | +6    | 10           | 0            |
| Demi-finale (troisième) | Nigeria        | 7       | 5         | 0    | 2        | 9  | 7  | +2    | 6            | 0            |
| Demi-finale (quatrième) | Tunisie        | 7       | 1         | 4    | 2        | 6  | 5  | +1    | 13           | 0            |
| Quarts de finale        | Côte d'Ivoire  | 5       | 3         | 1    | 1        | 7  | 3  | +4    | 10           | 0            |
| Quarts de finale        | Madagascar     | 5       | 2         | 2    | 1        | 7  | 7  | 0     | 7            | 0            |
| Quarts de finale        | Afrique du Sud | 5       | 2         | 0    | 3        | 3  | 4  | -1    | 11           | 0            |
| Quarts de finale        | Bénin          | 5       | 0         | 4    | 1        | 3  | 4  | -1    | 13           | 2            |
| Huitièmes de finale     | Maroc          | 4       | 3         | 1    | 0        | 4  | 1  | +3    | 3            | 0            |
| Huitièmes de finale     | Égypte         | 4       | 3         | 0    | 1        | 5  | 1  | +4    | 5            | 0            |
| Huitièmes de finale     | Mali           | 4       | 2         | 1    | 1        | 6  | 3  | +3    | 7            | 0            |
| Huitièmes de finale     | Ghana          | 4       | 1         | 3    | 0        | 5  | 3  | +2    | 8            | 1            |
| Huitièmes de finale     | Cameroun       | 4       | 1         | 2    | 1        | 4  | 3  | +1    | 8            | 0            |
| Huitièmes de finale     | RD Congo       | 4       | 1         | 1    | 2        | 6  | 6  | 0     | 9            | 0            |
| Huitièmes de finale     | Ouganda        | 4       | 1         | 1    | 2        | 3  | 4  | -1    | 7            | 0            |
| Huitièmes de finale     | Guinée         | 4       | 1         | 1    | 2        | 4  | 6  | -2    | 5            | 0            |
| Premier tour            | Kenya          | 3       | 1         | 0    | 2        | 3  | 7  | -4    | 9            | 1            |
| Premier tour            | Angola         | 3       | 0         | 2    | 1        | 1  | 2  | -1    | 6            | 0            |
| Premier tour            | Mauritanie     | 3       | 0         | 2    | 1        | 1  | 4  | -3    | 7            | 0            |
| Premier tour            | Guinée-Bissau  | 3       | 0         | 1    | 2        | 0  | 4  | -4    | 4            | 0            |
| Premier tour            | Zimbabwe       | 3       | 0         | 1    | 2        | 1  | 6  | -5    | 2            | 0            |
| Premier tour            | Burundi        | 3       | 0         | 0    | 3        | 0  | 4  | -4    | 4            | 1            |
| Premier tour            | Namibie        | 3       | 0         | 0    | 3        | 1  | 6  | -5    | 5            | 0            |
| Premier tour            | Tanzanie       | 3       | 0         | 0    | 3        | 2  | 8  | -6    | 6            | 0            |

### Liste des buteurs
5 buts      
- Odion Ighalo

3 buts    
- Adam Ounas
- Riyad Mahrez
- Cédric Bakambu
- Sadio Mané

2 buts   
| - Youcef Belaïli - Baghdad Bounedjah - Bongani Zungu - Mickaël Poté - Stéphane Bahoken - Jonathan Kodjia - Wilfried Zaha - Ahmed Elmohamady | - Mohamed Salah - Jordan Ayew - Mohamed Yattara - Michael Olunga - Charles Andriamanitsinoro - Youssef En-Nesyri - Emmanuel Okwi - Youssef Msakni |

1 but  
| - Sofiane Feghouli - Islam Slimani - Thembinkosi Lorch - Djalma Campos - Moïse Adilèhou - Clinton Njie - Yaya Banana - Trézéguet - André Ayew - Thomas Partey | - Sory Kaba - François Kamano - Maxwel Cornet - Serey Dié - Max-Alain Gradel - Johanna Omolo - Anicet Abel - Ibrahim Amada - Faneva Andriatsima - Lalaina Nomenjanahary | - Marco Ilaimaharitra - Mbark Boussoufa - Abdoulaye Diaby - Amadou Haidara - Moussa Marega - Diadie Samassékou - Adama Traoré I - Adama Traoré II - Moctar Sidi El Hacen - Joslin Kamatuka | - Samuel Chukwueze - Alex Iwobi - Kenneth Omeruo - William Troost-Ekong - Britt Assombalonga - Chancel Mbemba - Jonathan Bolingi - Keita Baldé - Krépin Diatta - Idrissa Gueye | - Ismaïla Sarr - Simon Msuva - Mbwana Aly Samatta - Wahbi Khazri - Taha Yassine Khenissi - Ferjani Sassi - Naïm Sliti - Patrick Kaddu - Khama Billiat |

But contre son camp  (csc)
- Itamunua Keimuine (pour le  Maroc)
- Rami Bedoui (pour le  Ghana)
- Dylan Bronn (pour le  Sénégal)
- William Troost-Ekong (pour l' Algérie)

### Liste des passeurs
3 passes décisives 
- Ismaël Bennacer
- Franck Kessié

2 passes décisives 
- Islam Slimani
- Cebio Soukou
- Baba Rahman
- Moussa Doumbia
- Moses Simon
- Farouk Miya
- Lamine Gassama

1 passe décisive 
| - Youcef Atal - Ramy Bensebaini - Baghdad Bounedjah - Sofiane Feghouli - Adam Ounas - Lebo Mothiba - Percy Tau - Jodel Dossou - Stéphane Bahoken - Christian Bassogog | - Karl Toko-Ekambi - Ayman Ashraf - Trézéguet - Kasim Nuhu - Amadou Diawara - Ibrahima Traoré - Jean-Philippe Gbamin - Max-Alain Gradel - Jonathan Kodjia - Wilfried Zaha | - Ayub Masika - Eric Johanna Omondi - Charles Andriamanitsinoro - Romain Métanire - Lalaina Nomenjanahary - Pascal Razakanantenaina - Nordin Amrabat - Mbark Boussoufa - Adama Traoré II - Diadie Samassékou | - Ola Aina - Odion Ighalo - Ahmed Musa - Kenneth Omeruo - Meschack Elia - Issama Mpeko - Ngonda Muzinga - Idrissa Gueye - Sadio Mané - M'Baye Niang | - Wajdi Kechrida - Wahbi Khazri - Youssef Msakni - Ovidy Karuru |

### Discipline
Au cours du tournoi, les arbitres ont distribué un total de 171 cartons jaunes (moyenne 3,29/match) et 5 cartons rouges (moyenne 0,10/match).

### Joueurs élus «Homme du Match»
Le trophée d'Homme du Match est attribué à la suite d'un vote des internautes pendant la rencontre sur le site de la CAF.
| 2 fois - Ismaël Bennacer - Riyad Mahrez - André Zambo Anguissa - Mubarak Wakaso - Anicet Abel - Moussa Marega - Mbark Boussoufa - Idrissa Gueye 1 fois - Raïs M'Bolhi - Adam Ounas - Thembinkosi Lorch - Percy Tau - Gelson Dala - Stéphane Sessègnon - Pierre Kunde - Serge Aurier - Serey Dié - Sylvain Gbohouo - Mahmoud Alaa - Trézéguet - Ahmed Elmohamady | - Jordan Ayew - Mohamed Yattara - Michael Olunga - Marco Ilaimaharitra - Andria Carolus - Moustapha Diaw - Abdoulaye Diaby - Amadou Haidara - Nordin Amrabat - Samuel Chukwueze - Odion Ighalo - Wilfred Ndidi - Kenneth Omeruo - William Troost-Ekong - Emmanuel Okwi - Cédric Bakambu - Krépin Diatta - Alfred Gomis - Sadio Mané - Wahbi Khazri - Ferjani Sassi - Khama Billiat |

### Équipe type de la compétition
| Gardien      | Défenseurs                                                      | Milieux                                        | Attaquants                           | Entraîneur     |
| ------------ | --------------------------------------------------------------- | ---------------------------------------------- | ------------------------------------ | -------------- |
| Raïs M'Bolhi | Kalidou Koulibaly Yassine Meriah Lamine Gassama Youssouf Sabaly | Idrissa Gueye Adlène Guedioura Ismaël Bennacer | Odion Ighalo Sadio Mané Riyad Mahrez | Djamel Belmadi |

### Récompenses
| Prix                  | Lauréat                          |
| --------------------- | -------------------------------- |
| Meilleur joueur       | Ismaël Bennacer                  |
| Meilleur buteur       | Odion Ighalo                     |
| Meilleurs passeurs    | Franck Kessié et Ismaël Bennacer |
| Meilleur gardien      | Raïs M'Bolhi                     |
| Meilleur jeune joueur | Krépin Diatta                    |
| Prix du fair-play     | Sénégal                          |

| Classement         | Buteur          | Match                   | Minute | Score                      |
| ------------------ | --------------- | ----------------------- | ------ | -------------------------- |
| Médaille d'or      | Riyad Mahrez    | Algérie - Nigeria       | 90+5e  | 2 - 1 2 - 1                |
| Médaille d'argent  | Jonathan Kodjia | Côte d'Ivoire - Algérie | 62e    | 1 - 1 1 - 1 (3 - 4 t.a.b.) |
| Médaille de bronze | Idrissa Gueye   | Sénégal - Bénin         | 69e    | 1 - 0 1 - 0                |
| 4                  | Ibrahim Amada   | Madagascar - RD Congo   | 9e     | 1 - 0 2 - 2 (4 - 2 t.a.b.) |
| 5                  | Youcef Belaïli  | Algérie - Guinée        | 24e    | 1 - 0 3 - 0                |

Légende :
En italique : score juste après le but
En gras : score final
Souligné : score de l'équipe du buteur

### Affluences
| Place              | Match                    | Affluence | Stade               | Ville    | Stade de la compétition          |
| ------------------ | ------------------------ | --------- | ------------------- | -------- | -------------------------------- |
| Médaille d'or      | Sénégal - Algérie        | 75 000    | Stade International | Le Caire | Finale                           |
| Médaille d'argent  | Égypte - Afrique du Sud  | 75 000    | Stade International | Le Caire | Huitième de finale               |
| Médaille de bronze | Ouganda - Égypte         | 74 566    | Stade International | Le Caire | Premier tour (3e journée)        |
| 4                  | Égypte - RD Congo        | 74 219    | Stade International | Le Caire | Premier tour (2e journée)        |
| 5                  | Ouganda - Zimbabwe       | 73 589    | Stade International | Le Caire | Premier tour (2e journée)        |
| 6                  | Égypte - Zimbabwe        | 73 299    | Stade International | Le Caire | Premier tour (match d'ouverture) |
| 7                  | Algérie - Nigeria        | 49 775    | Stade International | Le Caire | Demi-finale                      |
| 8                  | Nigeria - Afrique du Sud | 48 343    | Stade International | Le Caire | Quart de finale                  |
| 9                  | Maroc - Côte d'Ivoire    | 27 500    | Stade Al Salam      | Le Caire | Premier tour (2e journée)        |
| 10                 | Sénégal - Algérie        | 25 765    | Stade du 30 Juin    | Le Caire | Premier tour (2e journée)        |

## Aspects socio-économiques

### Sponsoring
En juillet 2016, Total a annoncé avoir passé un accord de sponsoring avec la Confédération africaine de football. Total sera désormais le « sponsor titre » des compétitions organisées par la CAF. L’accord vaut pour les huit années suivantes, soit jusqu'en 2024, et concernera les dix principales compétitions organisées par la CAF, dont la Coupe d’Afrique des nations, qui est désormais baptisée « Coupe d’Afrique des nations Total ».
| Sponsor Partenaire      | Sponsors officiel                                       | Sponsors régional  |
| ----------------------- | ------------------------------------------------------- | ------------------ |
| - Total                 | \| - 1xBet - Orange - Visa \| - Gilead - Continental \| | - Yamaha - Temmy's |
| - 1xBet - Orange - Visa | - Gilead - Continental                                  |                    |

### Balle du match
Umbro a remplacé Mitre en tant que fournisseur officiel des ballons de match pour la Coupe d'Afrique des Nations. La balle officielle, nommé Neo Pro, a été dévoilée le 29 mai 2019.

### Marketing

#### Prix en argent
La CAF a augmenté, en 2019, les prix partagés entre les équipes participantes.
| Dernier carré      | Prix en argent |
| ------------------ | -------------- |
| Champion           | 4 500 000 $    |
| Finaliste          | 2 500 000 $    |
| Demi Finaliste     | 2 000 000 $    |
| Quart de Finaliste | 1 000 000 $    |

#### Logo de la CAN
Il est utilisé pour la première fois en janvier 2017 lorsque la CAF procède au tirage au sort de la compétition qualificative.

#### Mascotte
Le 27 octobre 2017, le Comité d'organisation et le Ministère des Arts et de la Culture du Gouvernement de la République du Cameroun ont conjointement lancé un concours pour la mascotte officielle et l'hymne de la compétition. Cependant, le concours a été annulé à la suite du déplacement de la compétition en Égypte.
La mascotte de la compétition devait être dévoilée en août 2018. Du fait de la relocalisation de la compétition en Égypte, la mascotte, un jeune footballeur évoquant Toutânkhamon et baptisé Tut, a finalement été dévoilée le 19 mai 2019.

#### Musique officielle
Le 27 septembre 2017, le comité d'organisation et le Ministère des Arts et de la Culture du Gouvernement de la République du Cameroun ont conjointement lancé le concours de la Musique Officielle encore appelée Hymne de la Can Cameroun Total 2019.